# Cinquième circonscription de la préfecture de Chiba
La cinquième circonscription de la préfecture de Chiba (千葉県第5区, Chiba-ken dai-go-ku) est l'une des quatorze circonscriptions législatives que compte la préfecture de Chiba au Japon.

## Description géographique
Depuis 1994, la cinquième circonscription de la préfecture de Chiba comprend la ville d'Urayasu et une partie de la ville d'Ichikawa,,,.

## Députés
| Législature | Début de mandat | Fin de mandat | Député élu              | Parti politique | Parti politique |
| ----------- | --------------- | ------------- | ----------------------- | --------------- | --------------- |
| 41e         | 1996            | 2000          | Kō Tanaka (ja)          |                 | PDJ             |
| 42e         | 2000            | 2003          | Kō Tanaka (ja)          |                 | PDJ             |
| 43e         | 2003            | 2005          | Hirotami Murakoshi (ja) |                 | PDJ             |
| 44e         | 2005            | 2009          | Kentarō Sonoura         |                 | PLD             |
| 45e         | 2009            | 2012          | Hirotami Murakoshi      |                 | PDJ             |
| 46e         | 2012            | 2014          | Kentarō Sonoura         |                 | PLD             |
| 47e         | 2014            | 2017          | Kentarō Sonoura         |                 | PLD             |
| 48e         | 2017            | 2021          | Kentarō Sonoura         |                 | PLD             |
| 49e         | 2021            | 2022          | Kentarō Sonoura         |                 | PLD             |
| 49e         | 2023            | 2024          | Arfiya Eri (ja)         |                 | PLD             |
| 50e         | 2024            | -             | Kentarō Yazaki (ja)     |                 | PDC             |